# Месторождения Якутии
Якутия является уникальной территорией по разнообразию, количеству и качеству полезных ископаемых. Здесь официально зарегистрировано 1823 месторождения 58 видов минерального сырья. Наиболее важными являются месторождения алмазов (82 % запасов России), сурьмы (82 %), урана (61 %). Также на долю республики приходится 47 % разведанных запасов угля, 35 % природного газа и нефти Восточной Сибири и Дальнего Востока. При этом более 16 тысяч потенциальных месторождений остаются слабоизученными.

## Сурьма
Основные запасы якутской сурьмы сосредоточены в Адыча-Тарынской рудной зоне. Официально в республике зарегистрировано 7 сурьмяных месторождений, также сурьма является попутным компонентом некоторых месторождений золота. Месторождения Сарылах и Сентачан являются уникальными по объёмам и концентрации руды. Якутия обеспечивает 100 % производства этого элемента в России.

## Алмазы
Запасы якутских алмазов сосредоточены в Якутской алмазной провинции. Официально зарегистрировано 47 месторождений. При этом основные запасы (более 90 %) сосредоточены в 17 коренных месторождениях. Благодаря промышленной разработке месторождений в Мало-Ботуобинском, Далдыно-Алакитском и Анабарском районах Якутия занимает лидирующее положение в России по добыче алмазов. Наиболее известное месторождение — кимберлитовая трубка Мир.

## Уран
Месторождения урана сосредоточены в Южной Якутии и представлены Эльконской группой месторождений, являющейся крупнейшей в России по запасам.Однако по состоянию на 2007 год добыча урана в республике не производилась, на распределённых месторождениях велись геолого-разведочные работы.

## Нефть и газ
В республике официально зарегистрировано 34 месторождения нефти, природного газа и конденсата. Месторождения в основном сосредоточены в Вилюйской и Непско-Ботуобинской нефтегазоносных областях. Более 90 % запасов сосредоточено в 11 наиболее крупных месторождениях.

## Уголь
Якутия располагает 48 официально учтёнными месторождениями угля.. Наиболее важными являются Нерюнгринское и Сыллахское месторождения. На долю республики приходится 47 % разведанных запасов угля Восточной Сибири и Дальнего Востока, при этом освоено или осваивается не более 7 % месторождений.

## Золото
Якутское золото добывают в россыпных и коренных месторождениях. Также оно является попутным компонентом урановых месторождений. Официально учтено 834 месторождения золота. Запасы золота в Якутии оцениваются в 20 % от общероссийских, однако большая их часть сосредоточена в трудных для освоения мышьяковистых рудах. Крупнейшие месторождения: Нежданинское, Кючус, реки Аллах-Юнь, Большой Куранах и другие.

## Серебро
Серебро в Якутии встречается преимущественно в восточной части в арктической зоне. Учтено 33 месторождения, из которых крупнейшими являются Прогноз и Нежданинское. На последнем серебро является попутным компонентом.

## Железные руды
Основное место сосредоточения железных руд — Алданская железорудная провинция с потенциалом 18,9 млрд тонн. На учёте состоит 14 месторождений. Наиболее перспективные месторождения — Дёсовское и Таёжное, расположенные в относительной близости от Байкало-Амурской железнодорожной магистрали.

## Олово
Запасы олова в Якутии в основном представлены коренными месторождениями, в которых сосредоточено 75,7 % учтённых запасов. В целом учтено 50 месторождений. Все месторождения сосредоточены в восточной части арктической зоны Якутии. В общих запасах России месторождения Якутии составляют более 40 % разведанных, и более 80 % балансовых запасов. Олово также является попутным компонентом серебро-полиметаллических месторождений. В 2008 году добыча велась на месторождениях Чурпуньа и Тирехтях. Наиболее перспективное коренное месторождение Депутатское прекратило работу в конце 2000-х годов.

## Вольфрам
Основные запасы вольфрама (89 %) в Якутии сосредоточены в двух комплексных месторождениях: медно-вольфрамовом Агылки и вольфрамо-оловянном Илинтас. Всего в республике учтено 24 вольфрамовых месторождения. Все месторождения расположены в арктической зоне. Добыча вольфрама ведётся только попутно с оловом на месторождении Чурпуньа.

## Свинец и цинк
В Якутии имеется 10 учтённых свинцово-цинковых месторождений. Оруднение широкое, встречаются как свинцово-цинковые, так и комплексные месторождения, в которых эти металлы являются попутными компонентами. Добыча не производится.

## Редкоземельные металлы
В Якутии известно одно месторождение редкоземельных металлов — Томторское, запасы которого оцениваются в 17,75 % от суммарных запасов зарубежных стран. Кроме этого редкоземельные металлы встречаются как попутных компонент на месторождении Селигдар и в россыпях Куларского золотоносного района. Добыча не производится.

## Неметаллические полезные ископаемые
Неметаллические полезные ископаемые представлены в Якутии цементным сырьём, гипсом, строительным камнем, цветными камнями, цеолитами, каменной солью, апатитами, графитом, вермикулитом. Возможно обнаружение запасов калийной соли, асбеста и магнезита. В основном используются месторождения песчано-гравийных и песчано-дресвяно-щебеночных смесей, в том числе официально не учтённых. Общее число учтённых месторождений неметаллических полезных ископаемых на 2008 год составляло 1038.

## Подземные воды

### Пресные воды
В республике учтено 29 месторождений пресных подземных вод, из них 14 используется для водоснабжения. Большая часть запасов сосредоточена в Южной Якутии.

### Минеральные воды
В Якутии учтено четыре месторождения минеральных вод лечебно-столового назначения и одно минеральных вод наружного применения. Частично разведано месторождение минеральных вод Надежда, разведаны два месторождения лечебных грязей. В использовании находятся месторождение минеральных вод Мало-Нахотское, и месторождения лечебных грязей Кемпендяйское и Абалах.

### Промышленные воды
Промышленные воды имеют широкое распространение, наиболее изученные месторождения прилегают к объектам алмазной промышленности. В настоящее время эти ресурсы не используются в связи с отсутствием технологии их переработки.